# Симаков, Фёдор Фёдорович
Фёдор Фёдорович Симаков (1915—1950) — советский военнослужащий, гвардии лейтенант Советской Армии, участник Великой Отечественной войны, Герой Советского Союза (1945).

## Биография
Фёдор Симаков родился 23 ноября 1915 года в деревне Кривоноговская (ныне — Шенкурский район Архангельской области), по другим сведениям — в г. Тихорецк Краснодарского края. После окончания Ленинградского автодорожного института проживал на Северном Кавказе, работал на строительстве мостов и шоссейных дорог. В 1938 году Симаков был призван на службу в Рабоче-крестьянскую Красную Армию. С начала Великой Отечественной войны — на её фронтах.
К сентябрю 1944 года гвардии младший лейтенант Фёдор Симаков командовал взводом 17-й гвардейской танковой бригады (1-го гвардейского танкового корпуса, 65-й армии, 1-го Белорусского фронта). Отличился во время освобождения Польши. 9 сентября 1944 года взвод Симакова во время расширения плацдарма на западном берегу Нарева вышел в немецкий тыл и вызвал панику в рядах немецких войск, что способствовало успешному наступлению всего батальона.
Указом Президиума Верховного Совета СССР от 24 марта 1945 года гвардии младший лейтенант Фёдор Симаков был удостоен высокого звания Героя Советского Союза с вручением ордена Ленина и медали «Золотая Звезда».
В 1947 году в звании гвардии лейтенанта Симаков был уволен в запас. Проживал в Тихорецке, работал председателем Тихорецкого горисполкома. Скоропостижно скончался 19 сентября 1950 года.

## Награды
Был также награждён орденом Красной Звезды и рядом медалей.

## Память
Похоронен на Серафимовском кладбище (14 уч.) Санкт-Петербурга